# إمارة رويس الخط الأكبر
إمارة الخط الشيخ رويس (بالألمانية: Fürstentum Reuß ältere Linie) دولة في ألمانيا، كان يحكمها أعضاء من آل رويس. رُقـّي كونتات رويس غرايتس وغرايتس السفلى والعليا (Reuß zu Greiz, Untergreiz und Obergreiz) إلى مرتبة أميرية في عام 1778. حمل أعضائها لقب أمير رويس الخط الأكبر، أو أمير رويس غرايتس. وكما هو الحال لدى الخط رويس الأصغر الأكثر عدداً، تمت تسمية جميع الأعضاء الذكور من هذه العائلة "هاينريش"، تكريماً للإمبراطور هاينريش السادس الذي أفاد الأسرة، وكانوا مرقمين بالتسلسل حسب المولد، بدلاً من ترتيب الحكم، بدأت السلسلة الأخيرة مع هاينريش الأول (مواليد 1693) وتنتهي هاينريش الرابع والعشرين (1878-1927).
كانت مساحة إمارة رويس الخط الأكبر تبلغ 317 كم²، وعدد سكانها 71000 نسمة (1905). وعاصمتها غرايتس.
في أعقاب الحرب العالمية الأولى، تم دمج أراضي الخط الأكبر مع الخط الأصغر في عام 1919 باسم جمهورية رويس، التي صارت جزءا من ولاية تورنغن الجديدة في عام 1919. مات خط رويس الأكبر مع وفاة هاينريش الرابع والعشرين دون أبناء في عام 1927، وبعد ذلك مرت مطالبتها إلى الخط الأصغر.